# Wężymord stepowy
Wężymord stepowy (Scorzonera purpurea) – gatunek rośliny wieloletniej, należący do rodziny astrowatych. W Polsce jest rośliną rzadką, występuje wyłącznie na niżu, częściej w południowej części kraju, na północy wyłącznie wzdłuż Odry i Wisły.

## Morfologia

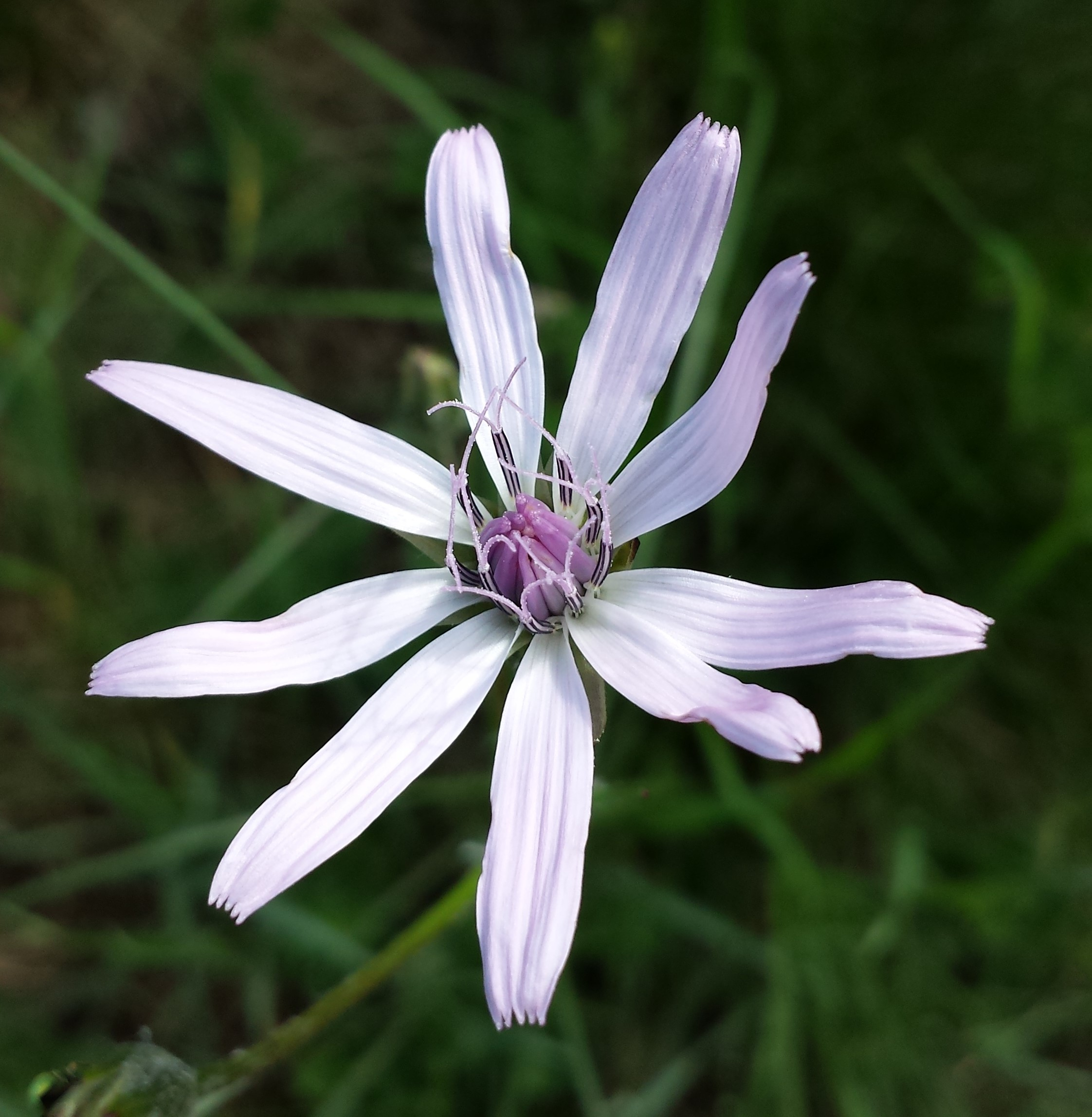
Koszyczek

ŁodygaWzniesiona, delikatnie wełnisto owłosiona i przeważnie nierozgałęziająca się. Najczęściej ma wysokość 30–50 cm.
KłączeGęsto rozgałęziające się.
LiścieLiczne liście odziomkowe, oprócz nich nieliczne i rzadko wyrastające liście łodygowe. Wszystkie są równowąskie, ostro zakończone i rynienkowate, spodem szare i delikatnie owłosione. Nasadą obejmują łodygę i mają prawie równoległą nerwację.
KwiatyNa jednej łodydze wyrasta z kątów liści na długiej i wzniesionej szypułce 1–5 koszyczków. Ich okrywa jest dwukrotnie krótsza od całego koszyczka i w dolnej części wełnisto owłosiona. Składa się z kilku warstw dachówkowato zachodzących na siebie i tępo zakończonych listków o jajowatym kształcie. Wszystkie kwiaty w koszyczku są języczkowe. Mają różowy kolor, a ich języczki są dwukrotnie dłuższe od rurki. Puch kielichowy złożony z więcej niż 2 rzędów poplątanych włosów.
KorzeńSzyjka korzenia okryta jest grubą warstwą obumarłych liści.

## Biologia i ekologia
Bylina, hemikryptofit. Porasta suche, trawiaste zbocza, murawy, rzadkie zarośla. Preferuje ciepłe miejsca. Pachnące wanilią kwiaty zapylane są przez owady. Roślina kwitnie od maja do lipca. W klasyfikacji zbiorowisk roślinnych gatunek charakterystyczny dla O. Festucetalia valesiacae, Ass. Adonido-Brachypodietum, Ass. Seslerio-Scorzoneretum

## Zagrożenia i ochrona
Roślina objęta jest w Polsce ścisłą ochroną gatunkową. Na Czerwonej liście roślin i grzybów Polski (2006) jest umieszczona w grupie gatunków narażonych na wyginięcie (kategoria zagrożenia V). W wydaniu z 2016 roku otrzymała kategorię EN (zagrożony).